# Bart the Bear
Bart the Bear (Baltimore, Maryland, Estados Unidos, 19 de enero de 1977 - Park City, Utah, Estados Unidos, 10 de mayo de 2000) fue un oso Kodiak macho que apareció como actor en una docena de películas de Hollywood. Previamente, su madre apareció en los filmes Grizzly y Day of the Animals. Bart fue entrenado por Doug Seus y Lynne Seus, de Wasatch Rocky Mountain Wildlife, Inc., en la ciudad de Herber, Utah. De adulto medía 2,90 m y pesaba 816 kg.
Actores tales como John Candy, Dan Aykroyd, Annette Bening, Ethan Hawke, Steven Seagal, Gregory Peck, Brad Pitt, Alec Baldwin y Anthony Hopkins se vieron enfrentados al oso en películas. 
En el 2000, Bart murió de cáncer a la edad de 23 años, mientras se encontraba filmando el documental de televisión Growing Up Grizzly (2001), presentado por Brad Pitt, quien actuó con Bart en Leyendas de pasión.
Little Bart the Bear es un homónimo de Bart. Little Bart nació en el 2000 en Alaska; es otro oso Kodiak entrenado por Doug y Lynne Seus. Apareció en Dr. Dolittle 2 y en episodios de las series CSI y Scrubs. También tuvo papeles prominentes en las películas Without a Paddle, An Unfinished Life, Into the Wild y Territorio Grizzly.

## Filmografía
- Windwalker (1980)
- El clan del oso cavernario (1986)
- Dos cuñados desenfrenados (1988)
- El oso (1988)
- Colmillo blanco (1991)
- The Giant of Thunder Mountain (1991)
- En tierra peligrosa (1994)
- Leyendas de pasión (1994)
- Walking Thunder (1997)
- The Edge (1997)
- Vaya par de idiotas (1998)